# هارتسویلر
هارتسویلر (به فرانسوی: Hartzviller) یک کمون در فرانسه است که در Canton of Sarrebourg واقع شده‌است.

## خصوصیات
هارتسویلر ۴٫۱۴ کیلومترمربع مساحت و ۸۷۱ نفر جمعیت دارد و ۳۰۰ متر بالاتر از سطح دریا واقع شده‌است.